# Fotolitográfia
A mikro- és nanotechnológiában, illetve a félvezetőiparban a fotolitográfia egy olyan gyártási eljárás, melyet például mikroprocesszorok, és egyéb félvezető eszközök gyártására alkalmaznak. Az eljárás segítségével rendkívül kis méretű elektronikus áramkörök készíthetők: az így készült vezetők vastagsága mindössze néhány tíz nanométer; ez az úgynevezett „csíkszélesség”. Minimális csíkszélességnek nevezzük a kialakítható legkisebb alakzat méretét ez az ún. MFS (Minimal Feature Size).
Az eljárás során a félvezető felületére felvitt speciális rétegen maszkot alakítanak ki, mely fény hatására eltávolíthatóvá válik, ezáltal a félvezetőn bizonyos miniatűr struktúrát hátrahagyva. Az így kialakított maszk bizonyos részeket elszigetel, másokat elérhetővé tesz más technológiai eljárások számára. A mikroprocesszorok gyártása során számos ilyen, néhány tized mikrométer vastag réteg kerül egymás fölé, igen bonyolult áramköri struktúrát kialakítva ezzel.
A régebbi, kisebb integráltsági fokú eszközöknél a megvilágításra egyszerű fénysugarakat használtak, mivel azonban az alkalmazott hullámhossz határt szab a kialakítható szerkezet méretének, a nanoméretekhez közelítve újabban a megvilágítást speciális optikai eszközökkel, lézerrel, röntgensugarakkal végzik. A fotolitográfa módosulatai az elektron- és ionsugarakkal működő litográfiás berendezések is, melyek alkalmazásával az elérhető legkisebb csíkszélesség elméletileg 5 nm körül van, melyet a becslések szerint (lásd még: Moore-törvény) 2020-ra érnek el. Ez alatt a méret alatt technológiaváltásra lesz szükség.

## Lépései
A fotolitográfiai folyamat különféle mintázatokkal való megismétlése során bonyolult rétegszerkezetek alakíthatók ki. Egy fotolitográfiai folyamat általában az alábbi főbb lépésekből áll:

### Előkészítés
A hordozó, amin az eszközök kialakításra kerülhetnek, szennyezett lehet. A szerves és szervetlen szennyezők eltávolítására a modern tisztatéri félvezetőipari üzemekben sztenderd eljárásokat alkalmaznak, ilyen például a Radio Corporation of America üzemeiben kidolgozott RCA tisztítási eljárás. Az alkalmazott vegyi tisztítási és marási lépések az alkalmazástól is függnek. Egyes esetekben a szennyezőkön kívül a natív felületi oxidréteg eltávolítására is szükség van.
A rétegleválasztási lépésekhez a szilíciumlapkákat gyakran 150 °C-ra melegítik, melynek célja a felületre adszorbeálódott páracseppek elpárologtatása.

### Fotoreziszt-réteg leválasztása

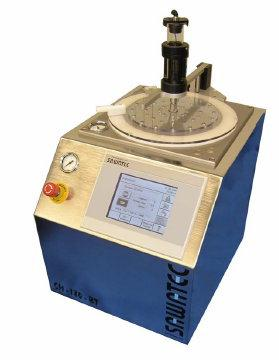
Egy spin-coater berendezés.

A mintadarab felületén fényérzékeny fotoreziszt-bevonatot alakítanak ki például spin-coating eljárással, azaz a mintát forgatva az oldószerben oldott, folyékony, viszkózus rezisztanyagot lecseppentik, kiszárítják. A minta forgatása az egyenletes rétegvastagság, és a száradási foltok elkerülése végett lényeges. A 30–60 másodperces folyamat során 0,5–2,5 µm vastagságú réteg képződik, melynek egyenetlensége tipikusan nem haladja meg a 10 nm-t. A rétegvastagságot befolyásolni lehet a forgatás sebességével, az oldott reziszt összetételével illetve a forgatás időtartamával. A rezisztréteg helyes kialakításakor figyelembe kell venni, hogy milyenek lesznek az eszköz kívánt végső mintázatai: apróbb, finomabb részleteket tartalmazó áramkörök esetén a szóródási jelenségek miatt vékonyabb rezisztet alkalmaznak, hogy elkerüljék a mintázat elmosódását.

### Maszkolás
A mintadarab fölé elhelyezik a fotomaszkot, mely a kívánt mintázat szerint lett kialakítva: tipikusan olyan vékony szűrő, mely bizonyos helyeken átengedi a nyalábot, máshol pedig nem.

### Expozíció
Ezt követi az expozíció, mely során a maszkon át szelektíven megvilágítják a mintadarabot. A fotoreziszt a nyalábra érzékeny, így ahol fény érte, kémiai jellemzői megváltoznak.

### Marás
A levilágított fotorezisztet kémiai vagy fizikai kezelésnek vetik alá, melyben az például szelektíven kioldódik. A rezisztet pozitívnak vagy negatívnak nevezik aszerint, hogy ettől a kezeléstől az exponált területek oldódnak-e le, vagy épp azok maradnak a felületen.
A fenti lépéseket más eljárások követhetik: marás, porlasztás, rétegleválasztás, stb. illetve további litográfiás lépések.

## Miniatürizálási igény

### A felbontóképesség korlátja

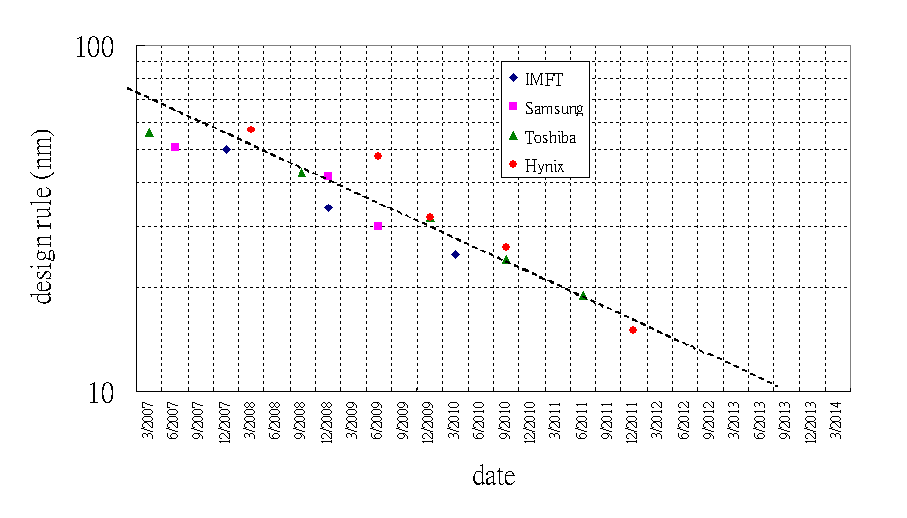
Flash-memória méretskálázódásának trendje. A 2000-es évek elején érte el a 100 nm nagyságrendjét egy NAND-kapu mérete

A leképező nanolitográfia során az expozíció során a maszkot optikai rendszeren át világítjuk meg, majd a maszk ábráin diffraktálódik, és a minta tetején levő fotorezisztben képeződik le. A maszk és a minta távolsága a hullámhosszhoz képest ekkor igen nagy, ezért Fraunhofer-diffrakciós, azaz távoltéri közelítést alkalmazhatunk. Ebben a közelítésben a felbontás alsó határát a Rayleigh-feltétel adja meg, mely szerint
{\displaystyle d=0,61{\frac {\lambda }{NA}}},
ahol d a felbontás, {\displaystyle \lambda } a használt fény hullámhossza, NA pedig a leképezőrendszer numerikus apertúrája. A felbontás javítására alapvetően kétféle lehetőség van a fenti egyenlet szerint. A felbontás javul, ha
- a numerikus apertúrát növelik (pl. nagyobb lencsét alkalmaznak), vagy
- a hullámhosszat csökkentik.

A fotolitográfia fényforrása látható fény volt. A 2000-es évek közepére azonban a vonalszélesség elérte a 100 nanométeres nagyságrendet, így további csökkentéséhez szükségessé vált a forrás hullámhosszának látható tartomány alá csökkentése. Az ultraibolya-tartományba eső forrással működő eszközöket már az ipari gyakorlatban is elterjedten alkalmazzák, és folyik az ennél még rövidebb hullámhosszú, például röntgennyalábos eszközök fejlesztése.

### Anyagválasztás
Problémát jelent, hogy az ultraibolya-sugárzás a hagyományos optikai eszközöket károsítja, az optikai üvegek áteresztése igen lecsökken az UV-tartományban. Emiatt más anyagok, például CaF2 anyagú lencséket kell használni, mely kettős törő tulajdonsága miatt viszont egyéb nehézségekhez vezet. Kb. 157 nm alatti hullámhosszú fény esetén már ezen eszközök sem alkalmazhatók, lencsék helyett csak tükröket lehet alkalmazni, az optikai rendszer tervezése igen összetett feladat.
Ahogy a hullámhosszat csökkentik, úgy kell időről-időre újítani a reziszt kutatását is, ugyanis adott fotoreziszt csak adott hullámhosszúságú fénnyel működik. Továbbá vannak hullámhosszfüggő diffrakciós jelenségek a maszk levilágításakor, például a maszkon való fényelhajlás és a fotoreziszt proximity-effektusa.

### Egyéb nehézségek
Nagyobb vastagságú minta esetén számottevő hatást jelenthet a mélységélességből adódó pontatlanság. A kis mélységélesség azt jelenti, hogy a fókuszpont körül kis magasságban lesz a levilágítás leképezése éles, azaz a fókuszsíkhoz képest túl mélyen vagy túl magasan levő síkokban a maszk leképezett mintázata elmosódik.

### Szakkönyvek
- Chang, C. Y.. ULSI technology. McGraw-Hill (1996). ISBN 978-0-07-063062-8
- Bucknall, David. Nanolithography and patterning techniques in microelectronics. Woodhead Pub. CRC Press (2005). ISBN 978-1-84569-090-8
- Thomas Ihn: Semiconductor Nanostructures: Quantum states and electronic transport. Oxford: Oxford University Press. 2009.  ISBN 9780199534432
- Okoroanyanwu, Uzodinma. Chemistry and lithography. SPIE (2010). ISBN 978-0-8194-7562-6
- Waser, Rainer. Nanoelectronics and information technology : advanced electronic materials and novel devices. Wiley-VCH (2012). ISBN 978-3-527-40927-3
- Madou, Marc. Fundamentals of microfabrication and nanotechnology. CRC Press (2012). ISBN 978-1-4200-5519-1

### Tananyagok, ismeretterjesztő weblapok
- Vékonyréteg leválasztás - Fizipedia. fizipedia.bme.hu. [2018. április 28-i dátummal az eredetiből archiválva]. (Hozzáférés: 2017. december 8.)
- Mack, Chris: The Basics of Microlithography (angol nyelven). www.lithoguru.com. (Hozzáférés: 2017. december 8.)
- Dr. R. B. Darling: Photolithography lecture notes. (Hozzáférés: 2017. december 8.)
- Photolithography. Circuits Today, 2010. május 31. (Hozzáférés: 2017. december 8.)